# Discodes indefinitus
Discodes indefinitus är en stekelart som beskrevs av Svetlana N. Myartseva 1981. Discodes indefinitus ingår i släktet Discodes och familjen sköldlussteklar.
Artens utbredningsområde är Turkmenistan. Inga underarter finns listade i Catalogue of Life.